# 조 루이스 (권투 선수)
조 루이스 배로(Joe Louis Barrow, 1914년 5월 13일 ~ 1981년 4월 12일)는 미국의 권투선수이며, 12년간 헤비급 타이틀(1937~1949)을 보유하였다. 그는 권투 역사상 다른 챔피언들보다 더 오래 타이틀을 보유한 것으로 알려졌다. 그의 실력있는 스타일은 정확하고 단호한 전진과 두 주먹 공격의 콤비네이션이 잘 이루어졌다. 통산전적은 69승(52KO)3패이다.
앨라배마주 라페예트에서 출생하여, 10세 때 쿠 클럭스 클랜의 인종 탄압을 피하여 디트로이트로 이주하였다. 권투선수 생활을 시작하면서 "조 루이스"란 이름을 쓰고, 1934년 아마추어 라이트 헤비급 권투 협회의 타이틀을 우승하면서 프로로 전향하였다. 19개의 KO승을 포함한 자신의 23개의 매치를 승리하였으며, 1936년 전 헤비급 챔피언 막스 슈멜링에게 패하였다.
1937년 제임스 J. 브래독을 KO로 물리친 후 첫 타이틀을 얻었다. 1938년 슈멜링과 리매치에서 승리를 비롯하여 25개(22개의 KO 포함)의 매치에서 성공적으로 자신의 타이틀을 보유하였다. 1949년 은퇴하였다가, 1950년과 1951년 링에 복귀하여 록키 마시아노에게 패배를 마지막으로 정식으로 은퇴하였다.
1981년 네바다주 패러다이스에서 사망하였다.

## 같이 보기
- 조 루이스 아레나